# Alexander Petrowitsch Petrow
Alexander Petrowitsch Petrow (russisch Александр Петрович Петров; * 11. Septemberjul. / 23. September 1876greg. in Jelez, Gouvernement Orjol, Russisches Kaiserreich; † Februar 1941) war ein russischer Ringer und Olympiamedaillengewinner.
Petrow gewann bei den Olympischen Spielen 1908 in London die Silbermedaille im griechisch-römischen Stil im Schwergewicht (über 93 kg). Im Viertelfinale besiegte Petrow den Briten Frederick Humphreys, der im Tauziehen eine Goldmedaille gewann. Im Halbfinale gewann Petrow gegen den Ungarn Hugó Payr. Im Finale verlor er gegen den Ungarn Richárd Weisz und gewann damit die Silbermedaille.
Petrow lehrte nach dem Ersten Weltkrieg am Psychoneurologischen Institut in Sankt Petersburg und wurde zu einem der Begründer der Sportmedizin. Im Gegensatz zu den meisten Intellektuellen verließ Petrow nicht sein Land während des Bürgerkriegs und unterstützte sogar die Revolution.
Im Jahr 1938 erkrankte Petrow an einer Blutgefäß-Krankheit, infolge derer ihm sein rechtes Bein amputiert wurde. Im Februar 1941 starb er, wenige Monate vor Beginn des Großen Vaterländischen Krieges. Seine Auszeichnungen tauschte seine Witwe Seraphima Swerewa gegen Essen während der Leningrader Blockade.